# Urgedra viridinigra
Urgedra viridinigra är en fjärilsart som beskrevs av Paul Dognin 1910. Urgedra viridinigra ingår i släktet Urgedra och familjen tandspinnare. Inga underarter finns listade i Catalogue of Life.